# Пиппин, Роберт
Роберт Пиппин (англ. Robert B. (Buford) Pippin; род. 14 сентября 1948, Портсмут, Гэмпшир) — американский философ, занимающийся современной немецкой философской традицией, уделяя особое внимание Канту и Гегелю. Доктор философии (1974), именной заслуженный сервис-профессор (Evelyn Stefansson Nef Distinguished Service Professor) Чикагского университета, где преподает с 1992 года, на протяжении 25-ти лет глава Committee on Social Thought; ранее преподаватель кафедры философии Калифорнийского университета в Сан-Диего в течение 17 лет. Член Американской академии искусств и наук (2007) и Американского философского общества, а также Немецкой национальной академии искусств и наук Леопольдины.
Изучал философию и греческий.
Окончил Тринити-колледж (BA по английскому языку, 1970). Докторскую степень получил в Университета штата Пенсильвания, там же получил магистерскую степень (1972). «Одним из лучших современных исследователей Канта и посткантианского немецкого идеализма» называли Р. Пиппина в Choice: Current Reviews for Academic Libraries. Он «один из самых читаемых философов нашего времени», согласно Terry Pinkard, «один из ведущих интерпретаторов Гегеля, работающих сегодня», — по Sally Sedgwick. Отмечен Faculty Award for Excellence in Graduate Teaching Чикагского ун-та. Почетный доктор Университета Уппсалы (2014).
Женат, двое детей.
Автор более 20 книг, а также статей о немецком идеализме и более поздней немецкой философии, также публиковал работы по вопросам политической философии, теории самосознания, природы концептуальных изменений и проблемы свободы. В дополнение к чему автор книги о литературе и философии Henry James and Modern Moral Life.
- Kant’s Theory of Form (Yale, 1982)
- Hegel’s Idealism: The Satisfactions of Self-Consciousness (Cambridge: Cambridge University Press, 1989)
- Modernism as a Philosophical Problem: On the Dissatisfactions of European High Culture (Blackwell, 1991 {Рец.}; 2nd edition, Oxford: Blackwell, 1999)
- Idealism as Modernism: Hegelian Variations (Cambridge, 1997)
- Henry James and Modern Moral Life (Cambridge: Cambridge University Press, 2000)
- The Persistence of Subjectivity: On the Kantian Aftermath (Cambridge, 2005)
- Hegel’s Practical Philosophy: Rational Agency as Ethical Life (Cambridge, 2008)
- Hollywood Westerns and American Myth: The Importance of Howard Hawks and John Ford for Political Philosophy (Yale, 2010)
- Nietzsche, Psychology, and First Philosophy (Chicago, 2010)
- Hegel on Self-Consciousness: Desire and Death in The Phenomenology of Spirit (Princeton, 2011)
- Fatalism in American Film Noir: Some Cinematic Philosophy (Virginia, 2012)
- After the Beautiful: Hegel and the Philosophy of Pictorial Modernism (2013) {Рец.}
- Interanimations: Receiving Modern German Philosophy (2015)
- The Philosophical Hitchcock: Vertigo and the Anxieties of Unknowingness (2017)
- Filmed Thought: Cinema as Reflective Form (University of Chicago Press, 2020)
- Metaphysical Exile: On J. M. Coetzee’s Jesus Fictions (Oxford University Press, 2021)
- Philosophy by Other Means: The Arts in Philosophy and Philosophy in the Arts (University of Chicago Press, 2021)
- The Culmination: Heidegger, German Idealism and the Fate of Philosophy (University of Chicago Press, January 2024)